# Bogați
Bogați è un comune della Romania di 4 681 abitanti, ubicato nel distretto di Argeș, nella regione storica della Muntenia.
Il comune è formato dall'unione di 8 villaggi: Bîrloi, Bogați, Bojoci, Chitești, Dumbrava, Glîmbocel-Deal, Glîmbocelu, Suseni.